# Cidade Nova Heliópolis
Heliópolis é um bairro com uma vila de mesmo nome localizado no distrito do Sacomã e, em parte, no distrito do Ipiranga, na Zona Sul da São Paulo, no Brasil. Composto por catorze glebas, possui mais de 100.000 habitantes em uma área de quase um milhão de metros quadrados, é destacada por ser a maior favela da cidade.
Seus limites são a Rua das Juntas Provisórias e a Estrada das Lágrimas, e se estende até a divisa com São Caetano do Sul (delimitada pelo rio Tamanduateí) e a Avenida Guido Aliberti. O transporte público não entra em algumas ruas da favela, pois as mesmas são estreitas, então as pessoas se deslocam até as vias principais, como a Estrada das Lágrimas, Avenida Almirante Delamare, Rua Coronel Silva Castro e Rua Cônego Xavier (Hospital Heliópolis), onde estão localizados os pontos de ônibus.
Heliópolis também fica próxima à Estação Sacomã, da linha 2-verde do metrô, e às principais vias de acesso de São Paulo, como a Rodovia Anchieta e Avenida do Estado. Dista apenas 8 km do centro de São Paulo. Esses fatores contribuíram para seu rápido crescimento populacional.
Em 2006, a favela adquiriu o estatuto de bairro, sendo rebatizado como Cidade Nova Heliópolis. Hoje o bairro é repleto de açougues, lojas de roupa, comércios de lanches, biblioteca, balneários, ETEC-Heliópolis (centro técnico de educação), shopping Heliópolis, escolas, delegacia, quadras esportivas, praças, pet-shops, farmácias, postos de gasolina e saúde.

## Topônimo
"Heliópolis" é uma palavra com origem na língua grega, significando "cidade do sol", pela junção de hélios (sol) e pólis (cidade).
Seu nome oficial dado pela prefeitura de São Paulo é
Cidade Nova Heliópolis.

## História
A área do bairro Cidade Nova Heliópolis foi adquirida em 1942 pelo Instituto de Aposentadorias e Pensões dos Industriários. O instituto tinha a intenção de construir, na área, casas para residência dos seus associados. Porém a área veio a ser dividida, pois, em 1966, unificaram-se os diversos institutos no Instituto Nacional de Previdência Social. A gleba passou, então, para o Instituto de Administração Financeira da Previdência e Assistência Social, que, a partir daí, vendeu e ocupou o terreno. Em 1978, foi a vez da Companhia de Saneamento Básico do Estado de São Paulo, que ficou com uma parte depois da desapropriação para a construção da Estação de Tratamento de Esgotos do ABC, que, no entanto, só começaria a funcionar 20 anos depois.
Em abril de 1969, o Instituto de Aposentadorias e Pensões dos Industriários construiu o Hospital Heliópolis e o Posto de Assistência Médica (hoje, Ambulatório Médico de Especialidades Heliópolis).

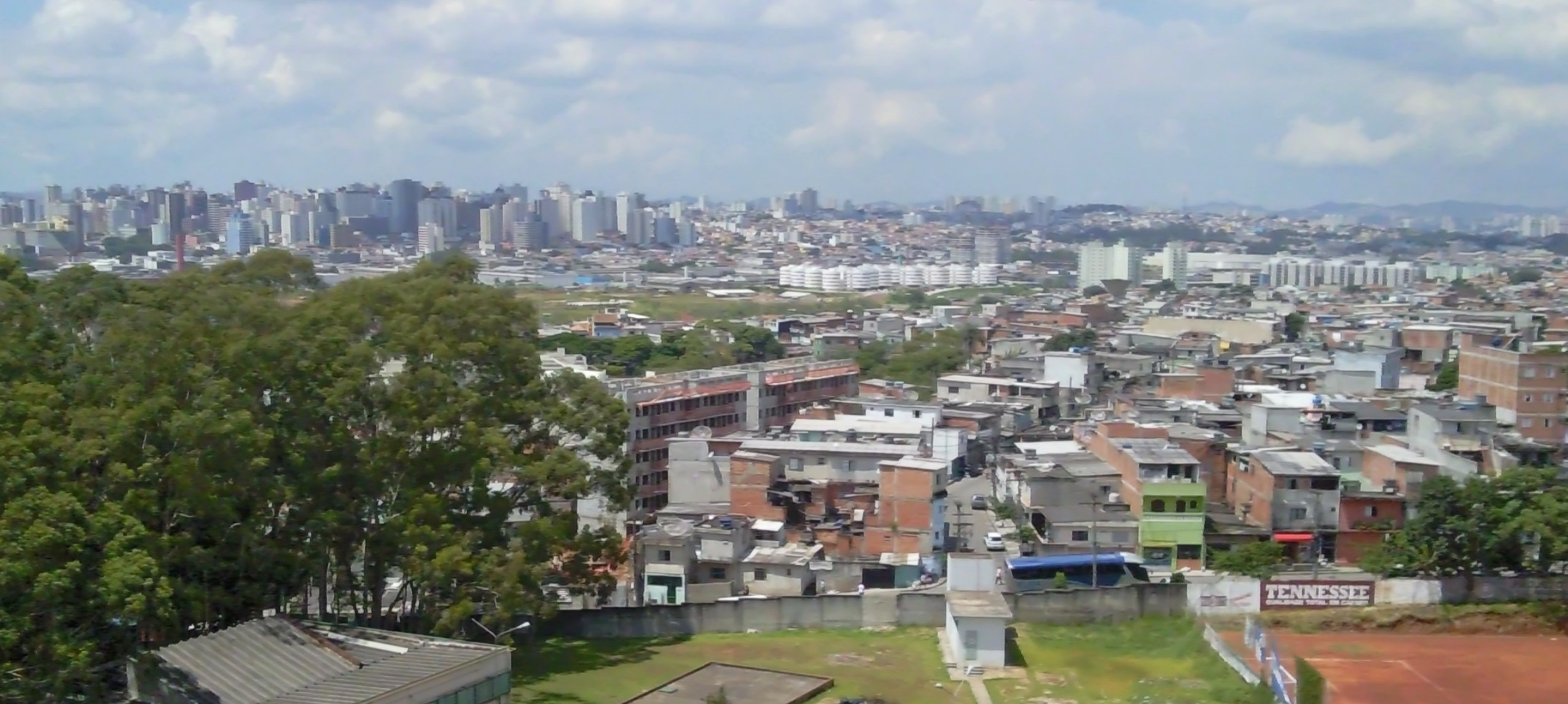
Comunidade Heliópolis. Ao fundo, prédios circulares desenhados por Ruy Ohtake. Mais ao fundo, a cidade de São Caetano do Sul.

Entre 1971 e 1972, a prefeitura, sob o comando do prefeito José Carlos de Figueiredo Ferraz, retirou 153 famílias de áreas ocupadas na região da Vila Prudente e Vergueiro - que foi a maior de São Paulo na década de 1970, antes do crescimento do bairro Heliópolis.
De acordo com registros da prefeitura de São Paulo, os primeiros habitantes chegaram do município de Heliópolis (Bahia), assim o local viria a ser chamado de Heliópolis no início de 1972.
Outras famílias foram construindo suas casas. Pessoas que participaram da obra do Hospital Heliópolis acabaram permanecendo por lá. Segundo dados do Instituto Brasileiro de Geografia e Estatística, 92 por cento da população são nordestinos e estão lá desde a década de 1970. Não foram só as pessoas removidas pela prefeitura que são moradores de Heliópolis hoje. Alguns trabalhadores, entre 1970 e 1980, escolheram o Heliópolis para morar, pois trabalhavam nas metalúrgicas das cidades vizinhas do ABC. Nessa época, havia uma crise de oferta de imóveis para a população de baixa renda e os altos preços dos aluguéis desestimulavam os trabalhadores.

## Infraestrutura
De acordo com estudo da pedagoga e mestranda na área de paisagem e ambiente da Faculdade de Arquitetura e Urbanismo da Universidade de São Paulo, Claudia Soares, com base em dados do Instituto Brasileiro de Geografia e Estatística e do governo municipal de São Paulo, Heliópolis tem abastecimento de água em 83 por cento de seus domicílios, esgoto em 62 por cento e rede elétrica em 94 por cento das casas. A pavimentação cobre 97 por cento das vias. No geral, 75 por cento do bairro tem infraestrutura urbana. A renda familiar média é de 1000 reais.
O que não significa que Heliópolis não tenha seus problemas. Como em qualquer favela, a demanda por serviços públicos é sempre muito acima da oferta, especialmente nas áreas de saúde, educação e segurança.

## Urbanização
Em março de 2008, delegações internacionais visitaram as obras de urbanização de Heliópolis para conhecer o seu traçado urbanístico e modelo de utilização do espaço público. Estiveram presentes delegações de Lagos (Nigéria), La Paz (Bolívia), Cairo (Egito), Manila (Filipinas) e Ekurhuleni (África do Sul). Atualmente, algumas glebas do bairro estão em processo de urbanização. A liderança comunitária foi importante na luta pelo processo de urbanização: dentre elas, a União de Núcleos, Associações dos Moradores de Moradores e Região foi uma das principais.
Com a urbanização, houve grande valorização dos imóveis da favela e os seus preços aumentaram até 90 por cento. Um imóvel de dois quartos, sala e cozinha, que em 2002 era alugado por 280 reais passou a custar, em 2012, 1000 reais. O preço de venda passou de 20 000 reais para 100 000 reais.
O bairro já recebeu a tecnologia wi-fi, o que facilita o uso da internet pelos moradores. Desde 1997, funciona, no bairro, a rádio Heliópolis, uma emissora de rádio comunitária cujo funcionamento foi autorizado pelo Ministério das Comunicações em março de 2008. Entre 1992 e 1997, a programação da emissora era transmitida por cornetas penduradas em postes em pontos centrais do bairro.

## Galeria

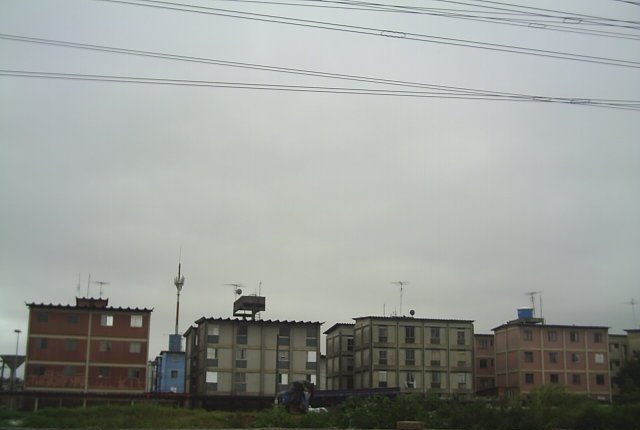
Conjuntos habitacionais do bairro vistos de São Caetano
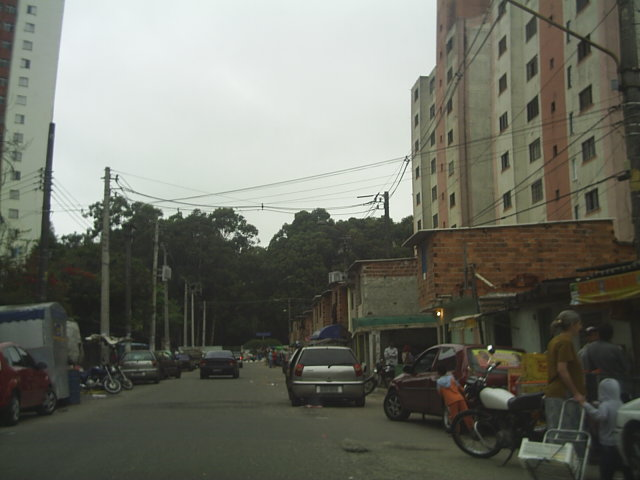
A transformação do tecido urbano de Heliópolis
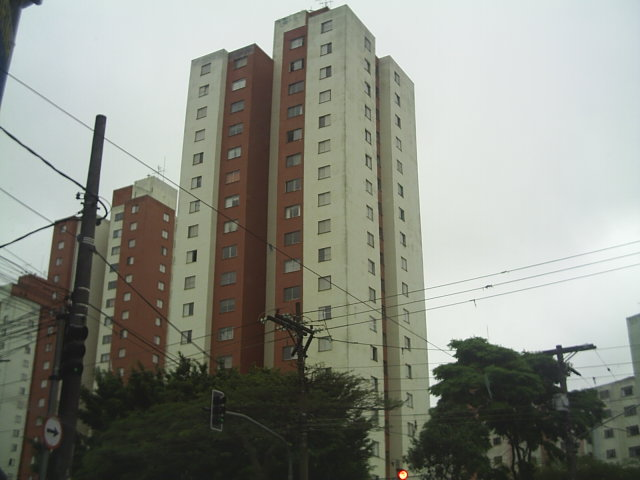
A verticalização atingindo o bairro
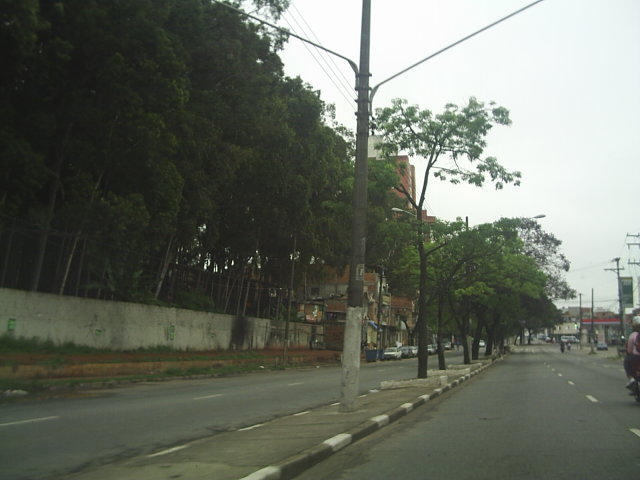
Arborização no bairro e, ao fundo, uma gleba horizontal carente
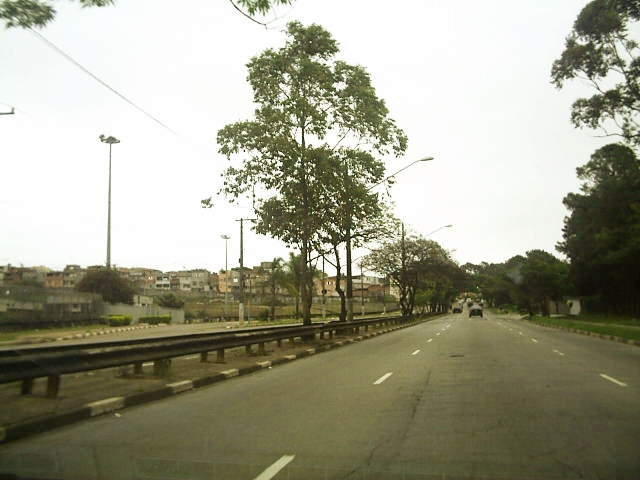
Arborização e uma gleba horizontal ao fundo
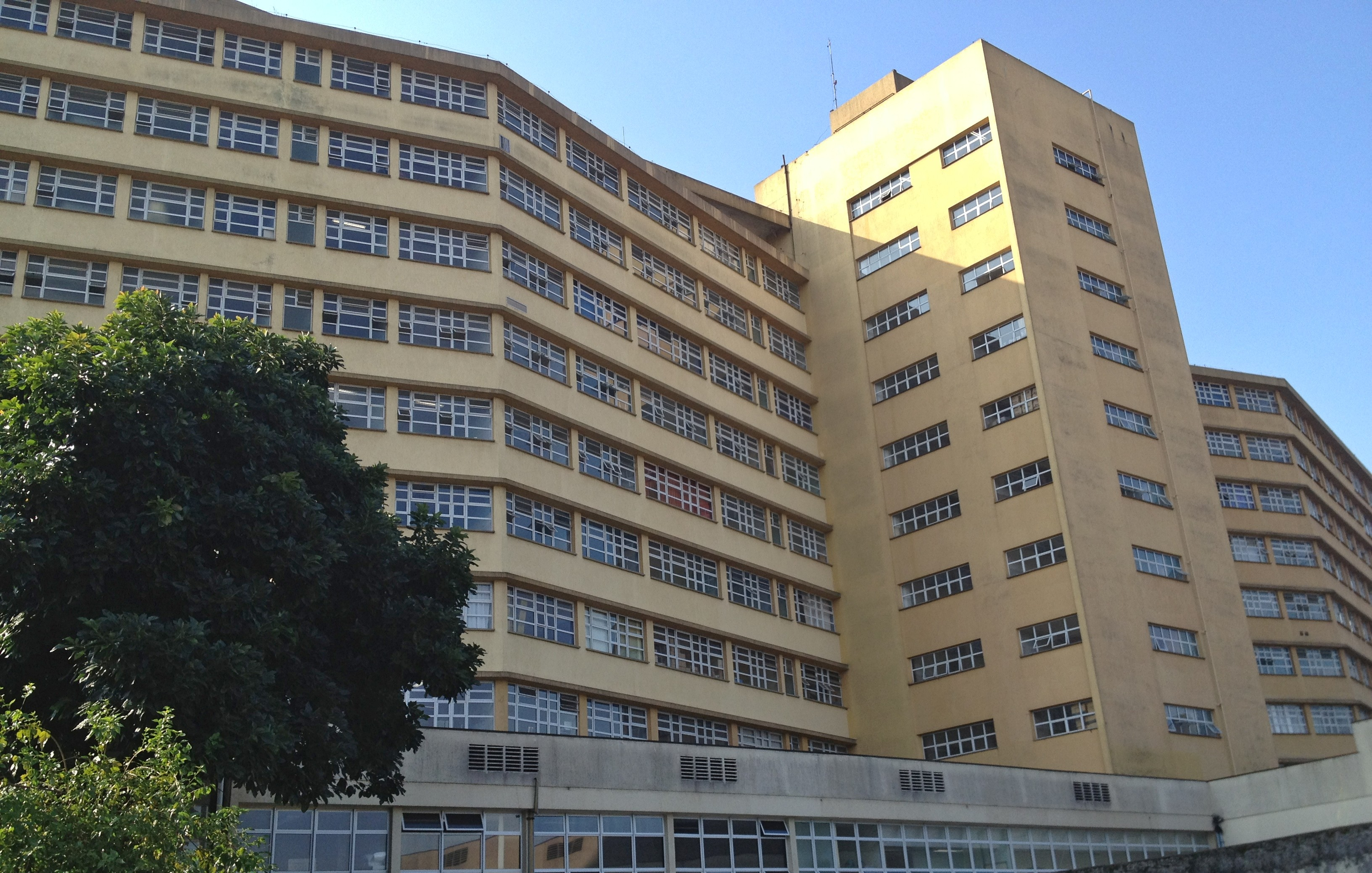
Rampa do pronto-socorro do Hospital Heliópolis